# Pamięć holograficzna
Pamięć holograficzna – potencjalna technologia przechowywania danych o dużej pojemności.
Pomysł ten zrodził się już w roku 1963, gdy pracownik firmy Polaroid – Pieter J. van Heerden zaproponował trójwymiarowy zapis danych.

## Zasada działania

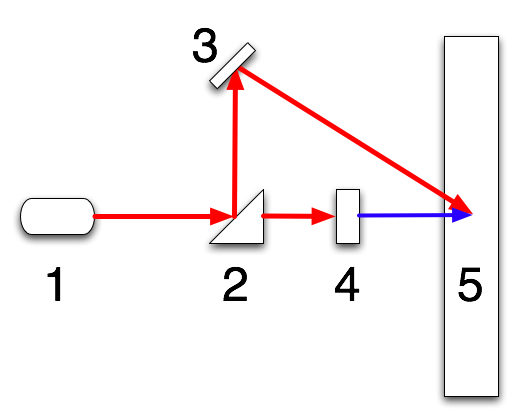
Zapis danych: 1. źródło światła (laser), 2. pryzmat, 3. lustro, 4. źródłowy nośnik danych, 5. docelowy nośnik danych

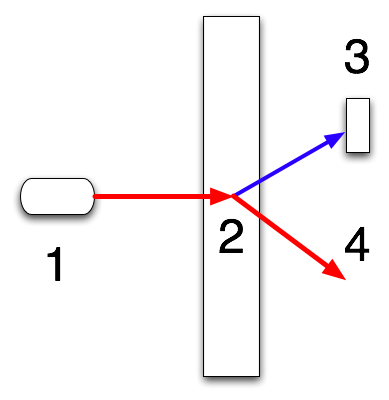
Odczyt danych: 1. źródło światła (laser), 2. nośnik danych, 3. czytnik wiązki sygnałowej, 4. wiązka referencyjna

Najistotniejszymi elementami układu zapisująco-odczytującego są dwie wiązki laserowe padające na nośnik pamięci, jakim jest kryształ niobianu litu (domieszkowany atomami żelaza). Jedna z nich – węższa – to tzw. wiązka sygnałowa. Zawiera ona dane, jakie mają być zachowane w krysztale. Wiązka druga – zwana referencyjną – odpowiada za miejsce w krysztale, w którym dane przesyłane wiązką sygnałową mają być zachowane.
W tego typu pamięciach nie istnieje pojęcie ścieżki danych; pamięci holograficzne operują całymi stronami danych. Pojęcie strony można zobrazować w ten sposób, że tnąc kryształ z zapisanymi danymi na warstwy o grubości rzędu 100 mikrometrów, każda z warstw to właśnie strona danych przesyłanych przez wiązkę sygnałową. Zapis stronicowy pozwala na uzyskanie znacznie krótszego czasu dostępu do danych, a ich odczyt jest analogiczny do zapisu (całymi stronami) dzięki odpowiedniemu pozycjonowaniu wiązki referencyjnej.

## Prace laboratoryjne
Najpowszechniej stosowanym w laboratoriach nośnikiem danych był wspomniany wyżej kryształ niobianu litu. Nie jest to jednak jedyna możliwa substancja pozwalająca na holograficzny zapis i odczyt danych. W 1994 firma DuPont wypuściła na rynek fotopolimer o obiecujących możliwościach. Najważniejszą innowacją jaką wnosił nowy materiał był fakt, że ów fotopolimer pod wpływem światła nie ulegał zmianom fotorefrakcyjnym (co ma miejsce w przypadku wzmiankowanego już kryształu), lecz przemianie chemicznej. Różnica polega na tym, że w przypadku fotorefrakcji, w krysztale dane są zapisywane poprzez odpowiednie rozdzielenie ładunków elektrycznych w strukturze kryształu, daje to możliwość ich późniejszej neutralizacji (co oznacza skasowanie zapisu). Natomiast naświetlanie (zapis danych) fotopolimeru wywoływało nieodwracalną reakcję fotochemiczną, co oznacza, że materiał ten nadaje się wyłącznie do tworzenia pamięci stałych (ROM).

## Nośniki holograficzne
Niektóre wyniki osiągnięte przez naukowców w dziedzinie pamięci holograficznych są nader interesujące. Np. w 1995 roku niejaki Pu z California Institute of Technology uzyskał gęstość zapisu 10 bitów na 1 μm² dla dysku o powierzchni zwykłego krążka CD, lecz o grubości zaledwie 100 mikrometrów. Jeżeli zwiększy się grubość materiału holograficznego np. do ok. 1 mm, to gęstość zapisu powinna osiągnąć wartość 100 bitów/μm². Taki dysk holograficzny byłby identyczny rozmiarami z dzisiejszymi płytami CD, lecz oferowałby pojemność rzędu 65 GB.
Kolejnym osiągnięciem są rezultaty prac naukowców wydziału fizyki University of Oregon. Udało im się zaobserwować w krysztale o nazwie Tm³+:YAG następujące wyniki: podczas zapisywania 1760-bitowej sekwencji z szybkością 20 Mbit/s osiągnięto gęstość około 8 Gbit/cal² zaś transfer danych z zapisanego już nośnika określono na poziomie 1 Gbit/s. Tak olbrzymie wartości osiągnięto jednak w dalekich od domowych warunkach (niskie temperatury, specjalne soczewki itp.)
Funkcjonalny produkt natomiast stworzyła firma Holoplex, która skonstruowała szybki układ pamięciowy przechowujący wzory linii papilarnych, stosowany we wszelkiego rodzaju systemach wymagających selektywnego dostępu. Co prawda pojemność tego układu jest mniejsza o połowę od zwykłej płyty CD, lecz całą pamięć można odczytać w ciągu jednej sekundy. Warto też wiedzieć, że użycie układów holograficznych pozwoli na szersze wykorzystanie kojarzeniowej natury zapisu holograficznego.